# Kane y Abel
Kane y Abel es una obra del autor británico Jeffrey Archer, con el título original en inglés de Kane and Abel. Este libro fue lanzado al mercado en 1979 y se encuentra en la lista de los Libros más vendidos. Es una de las obras más conocidas de su autor Jeffrey Archer y ha dado lugar a una serie televisiva.

## Sinopsis
La novela cuenta la historia de dos personajes que nacen en el mismo día del mismo año (el 18 de abril de 1906), a ambos lados del Atlántico y en circunstancias muy distintas. William Kane nace en el seno de una familia rica norteamericana, recibirá una educación excelente y vivirá una vida llena de lujos, caprichos y comodidades. Abel Rosnovski es hijo de una familia de campesinos de Polonia y su vida está rodeada de dolor, hambre, desesperación y sufrimiento. Ambos son muy distintos pero tendrán que enfrentarse a diversos obstáculos que se encuentran con el pasar de los años. Sin embargo, algo les une; los dos habrán de esforzarse para abrirse camino, prosperar y cumplir sus sueños.

## Personajes
- Abel Rosnovski.
- William Lowel Kane.
- Florentya Rosnovski.
- Zaphia Rosnovski.
- Henry Osborne.
- Davis Leroy.
- Curtis Fenton.
- Charles Lester.
- Mathew Lester.
- George Novak.
- Alan Llyod.
- Anne Kane.